# François Béchard
Pour l’article homonyme, voir Béchard.
François Béchard, né le 18 avril 1830 et mort le 13 avril 1897, est un agriculteur et homme politique canadien.

## Biographie

### Jeunesse et études
Né à Mount Johnson, aujourd'hui Mont-Saint-Grégoire, dans le Bas-Canada, M. Béchard étudia au Collège de Saint-Hyacinthe. Il servit également comme major dans une milice locale.

### Carrière politique
De 1866 à 1868, il est maire de Saint-Grégoire-le-Grand.
Élu député du Parti libéral du Canada dans la circonscription fédérale d'Iberville en 1867, il sera réélu en 1874, 1878, 1882, 1887, 1891 et dans Saint-Jean—Iberville en 1896.
Il démissionna en 1896 pour accepter le poste de sénateur de la division de De Lorimier, poste offert par le premier ministre Wilfrid Laurier. Il y demeurera jusqu'à son décès en 1897 à l'âge de 66 ans.